# Liga Europea de la FIBA 1991-92
La trigésimo quinta edición de la Copa de Europa de Baloncesto, que este año pasó a denominarse Liga Europea de la FIBA, fue ganada por el conjunto yugoslavo del Partizan, consiguiendo su primer título, derrotando en la final al Montigalà Joventut, disputándose la final four en el Abdi İpekçi Arena de Estambul.
Esta temporada supuso el final del formato de campeonato en el que solo participaba el campeón de cada país, abriéndose a más equipos de las principales lugas del continente. Cambió también su denominación, pasando a ser Liga Europea de la FIBA o abreviado Euroliga FIBA, la cual se mantendría durante cuatro ediciones. En la gran final ganó el KK Partizan en un vibrante partido gracias a un triple en los últimos segundos de Aleksandar Đorđević.

## Primera ronda
| Equipo 1                 | Agr.    | Equipo 2         | Ida    | Vuelta |
| ------------------------ | ------- | ---------------- | ------ | ------ |
| Mollersdorf Traiskirchen | 158–213 | Maes Pils        | 78–107 | 80–106 |
| Pezoporikos Larnaca      | 175–174 | USK Praha        | 92–88  | 83–86  |
| Partizani Tirana         | 146–208 | Aris             | 79–98  | 67–110 |
| Maccabi Rishon LeZion    | 213–157 | Steaua București | 111–78 | 102–79 |
| Hiefenech                | 161–182 | Vevey            | 84–84  | 77–98  |

## Segunda ronda
| Equipo 1              | Agr.    | Equipo 2                | Ida    | Vuelta |
| --------------------- | ------- | ----------------------- | ------ | ------ |
| Maes Pils             | 175–150 | Kingston Kings          | 86–76  | 89–74  |
| Pezoporikos Larnaca   | 162–233 | Knorr Bologna           | 88–109 | 74–124 |
| Śląsk Wrocław         | 162–181 | Aris                    | 74–75  | 88–106 |
| Maccabi Rishon LeZion | 144–148 | Commodore Den Helder    | 89–75  | 55–73  |
| Vevey                 | 163–199 | Kalev                   | 81–86  | 82–113 |
| Scania Södertälje     | 154–195 | Estudiantes Caja Postal | 76–98  | 78–97  |
| KTP                   | 154–211 | Philips Milano          | 84–105 | 70–106 |
| Fenerbahçe            | 123–174 | FC Barcelona            | 73–79  | 50–95  |
| Szolnoki Olajbányász  | 137–181 | Partizan                | 65–92  | 72–89  |
| CSKA Sofia            | 140–235 | Bayer 04 Leverkusen     | 77–132 | 63–103 |
| UMFN                  | 150–208 | Cibona                  | 76–111 | 74–97  |
| Benfica               | 163–164 | Olympique Antibes       | 89–76  | 74–88  |

Clasificados automáticamente para la fase de grupos
- Slobodna Dalmacija (defensor del título)
- Montigalà Joventut
- Phonola Caserta
- Maccabi Elite

## Fase de grupos
|  | Los cuatro primeros de cada grupo se clasifican para cuartos de final |

|    | Equipo              | Par. | Pts. | G  | P  | PF   | PC   | Dif. |
| -- | ------------------- | ---- | ---- | -- | -- | ---- | ---- | ---- |
| 1. | Knorr Bologna       | 14   | 24   | 10 | 4  | 1229 | 1148 | +81  |
| 2. | FC Barcelona        | 14   | 24   | 10 | 4  | 1205 | 1129 | +76  |
| 3. | Maccabi Elite       | 14   | 24   | 10 | 4  | 1311 | 1254 | +57  |
| 4. | Cibona*             | 14   | 23   | 9  | 5  | 1287 | 1232 | +55  |
| 5. | Slobodna Dalmacija* | 14   | 21   | 7  | 7  | 1271 | 1270 | +1   |
| 6. | Olympique Antibes   | 14   | 18   | 4  | 10 | 1291 | 1385 | -94  |
| 7. | Kalev               | 14   | 17   | 3  | 11 | 1281 | 1354 | -73  |
| 8. | Phonola Caserta     | 14   | 14   | 3  | 11 | 1185 | 1288 | -103 |

|    | Equipo                  | Par. | Pts. | G  | P  | PF   | PC   | Dif. |
| -- | ----------------------- | ---- | ---- | -- | -- | ---- | ---- | ---- |
| 1. | Montigalà Joventut      | 14   | 25   | 11 | 3  | 1276 | 1114 | +162 |
| 2. | Estudiantes Caja Postal | 14   | 24   | 10 | 4  | 1145 | 1096 | +49  |
| 3. | Philips Milano          | 14   | 24   | 10 | 4  | 1264 | 1161 | +103 |
| 4. | Partizan*               | 14   | 23   | 9  | 5  | 1178 | 1077 | +101 |
| 5. | Bayer 04 Leverkusen     | 14   | 21   | 7  | 7  | 1217 | 1154 | +63  |
| 6. | Maes Pils               | 14   | 18   | 4  | 10 | 1112 | 1230 | -118 |
| 7. | Aris                    | 14   | 17   | 3  | 11 | 1139 | 1359 | -220 |
| 8. | Commodore Den Helder    | 14   | 16   | 2  | 12 | 1050 | 1190 | -140 |

- *Debido a las Guerras Yugoslavas que en ese momento sucedían, los tres equipos de la antigua Yugoslavia se vieron forzados a jugar sus partidos como local fuera de sus países. Todos eligieron ciudades de España como sede sustitutiva: los finalmente campeones Partizan jugaron en Fuenlabrada, los defensores del título, Slobodna Dalmacija en La Coruña y el Cibona en Puerto Real.

## Cuartos de final
Los equipos mejor clasificados jugaban los partidos 2 y 3 en casa.
| Equipo 1       | Agr. | Equipo 2                | Ida   | Vuelta | 3er partido |
| -------------- | ---- | ----------------------- | ----- | ------ | ----------- |
| Partizan       | 2–1  | Knorr Bologna           | 78–65 | 60–61  | 69–65       |
| Philips Milano | 2–0  | FC Barcelona            | 80–79 | 86–71  |             |
| Cibona         | 0–2  | Montigalà Joventut      | 68–73 | 67–92  |             |
| Maccabi Elite  | 1–2  | Estudiantes Caja Postal | 98–97 | 74–98  | 54–55       |

## Final Four

### Semifinales
14 de abril, Abdi İpekçi Arena, Estambul
| Equipo 1           | Resultado | Equipo 2                |
| ------------------ | --------- | ----------------------- |
| Partizan           | 82–75     | Philips Milano          |
| Montigalà Joventut | 91–69     | Estudiantes Caja Postal |

### Tercer y cuarto puesto
16 de abril, Abdi İpekçi Arena, Estambul
| Equipo 1       | Resultado | Equipo 2                |
| -------------- | --------- | ----------------------- |
| Philips Milano | 99–81     | Estudiantes Caja Postal |

### Final
| 16 de abril de 1992 | Partizan                                                                          | 71–70                | Montigalà Joventut                                                                   | |  |
|                     | Parciales: 40-34, 31–36                                                           |                      |                                                                                      | |  |
|                     | Estadísticas Predrag Danilović 25 Danilović, Dragutinović 5 Aleksandar Đorđević 3 | Reporte Pts Reb Asts | Estadísticas 20 Harold Pressley 9 Pressley, Morales 2 Rafael Jofresa, Corny Thompson | Pabellón: Abdi İpekçi Arena, Estambul Asistencia: 9.500 espectadores Árbitros: Reuven Virotnik (ISR), Philippe Leemann (SUI) |  |

| Campeón de la Liga Europea de la FIBA 1991–92 |
| --------------------------------------------- |
| Partizan 1.er título                          |

### Clasificación final
|  | Equipo                  |
|  | ----------------------- |
|  | Partizan                |
|  | Montigalà Joventut      |
|  | Philips Milano          |
|  | Estudiantes Caja Postal |